# Gimnastyka na Letnich Igrzyskach Olimpijskich 1904
Rezultaty zawodów gimnastycznych podczas Igrzysk Olimpijskich w St. Louis w 1904 roku na stadionie Francis Field. W zawodach udział wzięło 119 gimnastyków z 3 państw (111 ze Stanów Zjednoczonych, 7 reprezentantów Cesarstwa Niemieckiego oraz 1 zawodnik ze Szwajcarii). Zawody zostały rozegrane jako dwa osobne turnieje, które MKOl traktuje jako jeden. Zawody wliczane do zawodów olimpijskich:

1. International Turners’ Championship – rozegrane w dniach 1–2 lipca 1904 r.
2. Olympic Gymnastics Championships – rozegrane w dniu 29 października 1904 r.

## Medaliści
| Konkurencja                                       | Złoto                                        | Srebro                                  | Brąz                                            |
| Wielobój gimnastyczno-lekkoatletyczny (szczegóły) | / Julius Lenhart                             | Wilhelm Weber                           | Adolf Spinnler                                  |
| Trójbój gimnastyczny (szczegóły)                  | Adolf Spinnler                               | / Julius Lenhart                        | Wilhelm Weber                                   |
| Czwórbój (szczegóły)                              | Anton Heida                                  | George Eyser                            | William Merz                                    |
| Wielobój drużynowo (szczegóły)                    | Drużyna mieszana · Philadelphia Turngemeinde | Stany Zjednoczone · New York Turnverein | Stany Zjednoczone · Central Turnverein, Chicago |
| Ćwiczenia na poręczach (szczegóły)                | George Eyser                                 | Anton Heida                             | John Duha                                       |
| Ćwiczenia na drążku (szczegóły)                   | Anton Heida Edward Hennig                    | Nie przyznano                           | George Eyser                                    |
| Skok przez konia wzdłuż (szczegóły)               | George Eyser Anton Heida                     | Nie przyznano                           | William Merz                                    |
| Ćwiczenia na koniu wszerz (szczegóły)             | Anton Heida                                  | George Eyser                            | William Merz                                    |
| Ćwiczenia na kółkach (szczegóły)                  | Herman Glass                                 | William Merz                            | Emil Voigt                                      |
| Wspinaczka po linie (szczegóły)                   | George Eyser                                 | Charles Krause                          | Emil Voigt                                      |
| Ćwiczenia z maczugami (szczegóły)                 | Edward Hennig                                | Emil Voigt                              | Ralph Wilson                                    |

## Tabela medalowa
| Poz.    | Państwo              | złoto | srebro | brąz |    |
| ------- | -------------------- | ----- | ------ | ---- | -- |
| 1.      | Stany Zjednoczone    | 10    | 7      | 9    | 26 |
| 2.      | Cesarstwo Austrii    | 1     | 1      | 0    | 2  |
| 3.      | Szwajcaria           | 1     | 0      | 1    | 2  |
| 4.      | Drużyna mieszana     | 1     | 0      | 0    | 1  |
| 5.      | Cesarstwo Niemieckie | 0     | 1      | 1    | 1  |
| Łącznie | Łącznie              | 13    | 9      | 11   | 33 |